# Koteli
Koteli (nep. कोटेली) – gaun wikas samiti w zachodniej części Nepalu w strefie Mahakali w dystrykcie Dadeldhura. Według nepalskiego spisu powszechnego z 2001 roku liczył on 768 gospodarstw domowych i 3950 mieszkańców (2207 kobiet i 1743 mężczyzn).